# Stichting Noorderslag

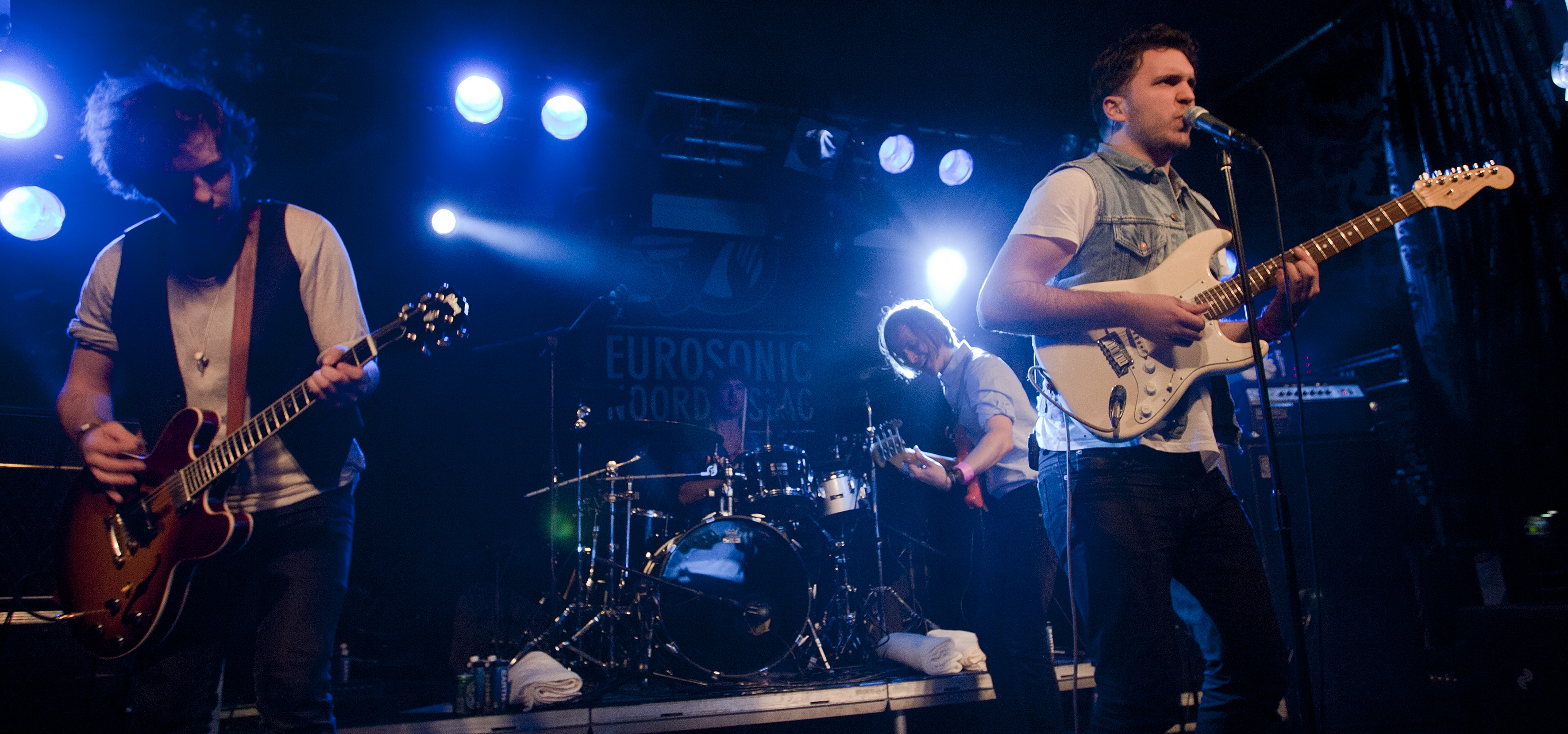
Eurosonic Noorderslag 2011 - Go Back To The Zoo - by René Keijzer

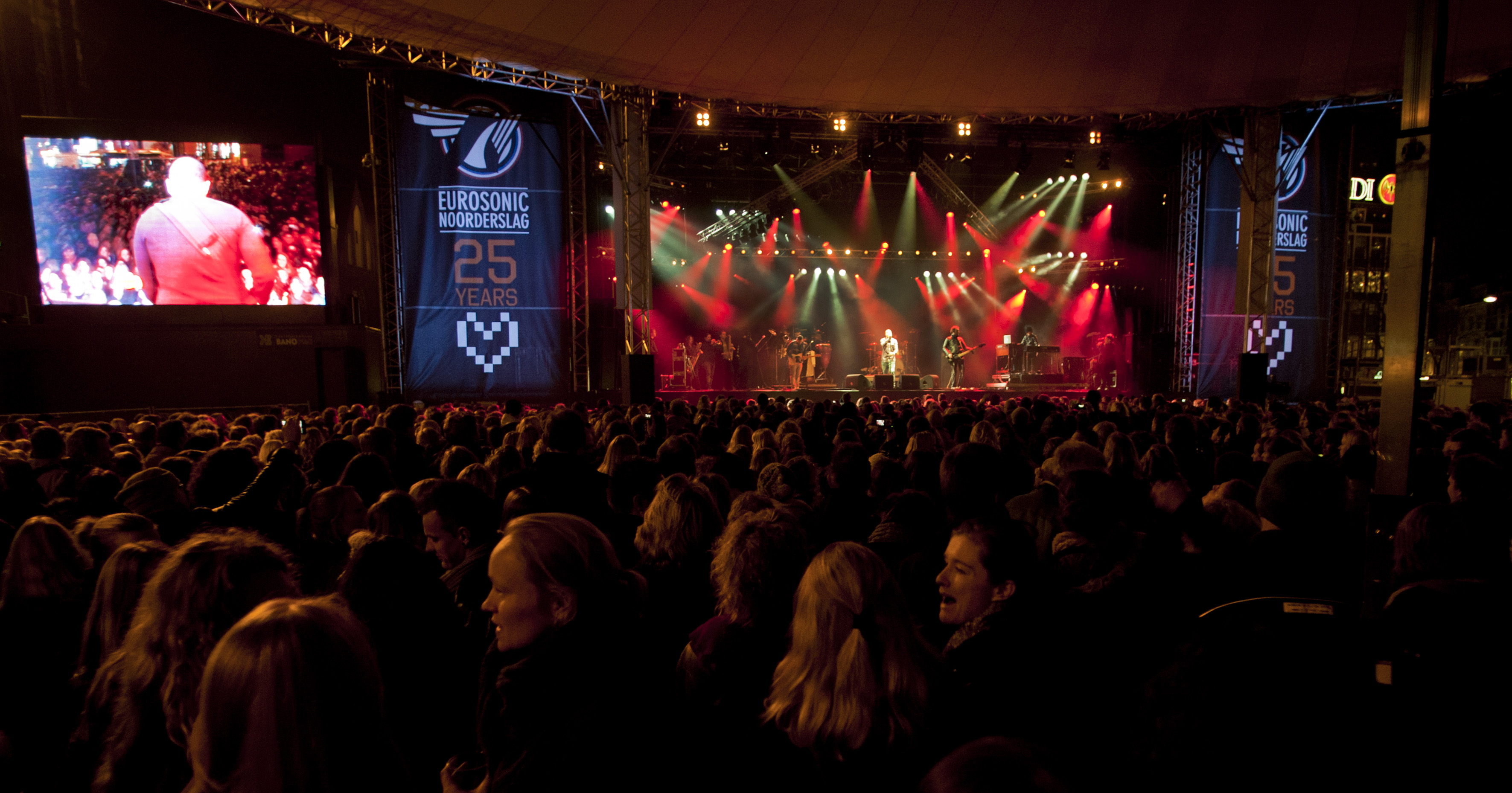
Eurosonic 2011 - Eurosonic Air - by René Keijzer

Stichting Noorderslag is de organisatie achter Eurosonic Noorderslag (The European Music Conference and Showcase Festival) voor en over Europese popmuziek in januari in de Nederlandse stad Groningen. Stichting Noorderslag organiseert het festival met het doel de Europese popsector te versterken en Europese popmuziek te promoten.